# Torre de Selló de Forcall
La Torre  de Selló es una edificación ubicada en el término municipal de Forcall, casi a mitad de camino entre Forcall y La Menadella, y también se la conoce como 'Mas Campana' o 'Torre Roselló', en la comarca de los Puertos de Morella, en la provincia de Castellón.
Se trata de una torre defensiva levantada en el complejo de una masía con la finalidad de proteger tanto las cosechas como los agricultores que se ocupaban de ellas, en una zona más apartada del núcleo poblacional de lo razonable, para poder estar protegida por él. Está catalogada como Bien de Interés Cultural tal y como queda reflejado en la Dirección General de Patrimonio Artístico, de la Generalidad Valenciana. Pese o quizás por su declaración como BIC genérica, no presenta inscripción ministerial, teniendo como identificador el código: 12.01.061-012.

## Historia
El núcleo poblacional de Forcall puede remontase al Neolítico, pese a que la actual población de Forcall tenga su origen en unas alquerías árabes, que debieron ser conquistadas en el año 1235 aproximadamente,  por las tropas de Gil Garcés de Azagra  y Benito de Torres, oficiales de Blasco de Alagón. El 2 de mayo de 1264  Forcall adquirió la categoría de villa, bajo la jurisdicción de Morella, procediéndose a su fortificación en el año 1361.
A lo largo de los años, Forcall se enfrentó numerosas veces a Morella, hasta que finalmente su independencia en 1691.
Tuvo una gran importancia durante las guerras carlistas, convirtiéndose en una zona para prisioneros, Forcall sirvió de prisión a 3.000 prisioneros isabelinos capturados por el general Cabrera.
Por otro lado, la dispersión y el reparto de las tierras que ha sido típicas de la zona valenciana, ha dado lugar a la construcción en los pueblos de las masías. Forcall no es una excepción y a lo largo de su término municipal se pueden contemplar un gran número de estos caseríos donde la gente habitaba estas edificaciones, cultivaba y trabajaba las tierras que las rodeaban, cudaban el ganado y pastoreaban los rebaños…
Pero con la llegada de la industrialización y la mejora de los medios de comunicación se produce un continuo abandono de estas masías e incluso de pueblos enteros, desplazándose la población a las ciudades en busca de mejores oportunidades.
Por otro lado las mejoras en los sistemas productivos así como en los tractores y medios de comunicación y trabajo en general hicieron que el agricultor pudiera ir a vivir a núcleos poblacionales que le permitieran contar con mejores condiciones de vida, tales como agua corriente o luz eléctrica.
Los caseríos se transforman en simples explotaciones ganaderas o bien son abandonados, cultivándose las tierras cercanas.
En Forcall quedan muy pocos caseríos habitados, aunque tienen un papel fundamental en la vigilancia de las tierras. Además, esta forma de vida, en Forcall, ha dejado construcciones de importancia artística considerable y que actualmente están catalogadas como Bien de Interés Cultural. La torre Selló es una de ellas, y perteneció a la familia Roselló desde el siglo XIV.

## Descripción artística
Se trata de un complejo formado por múltiples edificios destinados a diversas tareas relacionadas con la masía, entre ellos destaca por ejemplo la vivienda con horno para pan. Además en el siglo XVII, en el año 1697, se construyó una ermita que está rematada con espadaña.
El edificio principal presenta tejado a dos aguas, con planta baja y dos alturas. La fábrica es al menos en la fachada, de sillares y está casi pegado a la torre.
La puerta de acceso al más, con arco de medio punto de piedra, destaca, al igual que lo hacen los pináculos y el escudo de la familia Roselló de la ermita, de la que quedan restos del altar y de una bóveda de cañón, ya que la réplica del cuadro de la asunción de la Virgen actualmente está en la capilla de San vito del templo parroquial de Forcall.
Se conocen documentos que atestiguan la existencia de la Torre ya en 1532, siendo muchos los propietarios y arrendatarios que ha ido teniendo a lo largo de su historia.
Curiosamente se trata de uno de los pocos caseríos que sigue habitado en la actualidad. 